# Izarazen
 (février 2019).
Si vous disposez d'ouvrages ou d'articles de référence ou si vous connaissez des sites web de qualité traitant du thème abordé ici, merci de compléter l'article en donnant les références utiles à sa vérifiabilité et en les liant à la section « Notes et références ».
 (avril 2015).
Si vous disposez d'ouvrages ou d'articles de référence ou si vous connaissez des sites web de qualité traitant du thème abordé ici, merci de compléter l'article en donnant les références utiles à sa vérifiabilité et en les liant à la section « Notes et références ».
Izarazen est un village de la commune de Timizart en Algérie.  Le village (ou la tribu) est divisé en 14 villages :
1- Tazelmat.
2-Iva3zizzen
3-Boukharruba
4-Bouderar
5-Ikhoucha
6-Tikentart
7-Souk elhad.
8-Boussehal
9-mahvouva
10-Nezla
11-Bouaissi.
12-agueni uzaraz.
13-Ait Rabah .14 I3edjmat.
Le village possède sept mosquées, dont Jamaa sidi hand agharvi, Sidi m'hamed el gharbi, Djamee n'sin....etc
Jadis au temps colonial, une très grande et puissante famille originaire de cette région régnait sur la totalité de la commune actuelle de Timizart, la famille Tafat, dont le règne commença avant l'époque coloniale jusqu'à la fin de la guerre d'indépendance.